# بيجل (بلدية فرنسية)
بيجل (بالفرنسية:[bɛɡl] وتكتب بلهجة جاسكون (لهجة جنوب غرب فرنسا) Begla وهي بلدية صغيرة تقع في مقاطعة جيروند في جنوب غرب فرنسا.
وهي من ضواحي مدينة بوردو المجاورة لها في الجنوب.

## أهم الشخصيات بها
ينتمي العديد من الشخصيات إلى هذه البلده ومنهم:
- ساندرين كانتوريجي (مواليد 1969) ، عازف كمان
- ليلي داتشي (1898–1989) ، مصمم أزياء وصانع قبعات
- جاك دوفيلو (1914-2005) ، ممثل
- الممثلة ماري بيل مواليد 1900.

## العلاقات الدولية
ترتبط بلدية بيجل مع
- كولادو فيلالبا ، إسبانيا
- سوهل ، ألمانيا
- براي، أيرلندا [5]

## روابط خارجية
- الموقع الرسمي (بالفرنسية)